# 特拉華縣 (紐約州)
特拉華縣（英語：Delaware County）是美国纽约州東南部的一個縣，以德拉瓦河與宾夕法尼亚州相望，面積3,802平方公里。根據2020年美國人口普查，共有人口44,308人。縣治德里村。該縣成立於1797年，縣名以德拉瓦河命名。